# تل العبيد
يقع تل العبيد في جنوبي العراق على بعد ستة كيلومترات من غرب أور الواقعة على مقربة من مدينة الناصرية. تحرت فيه البعثة البريطانية التي تنقب في أور عام (1919) فوجدت فيه وعلى سطحه آثارا وفخارا امتاز بشدة حرقه وصلابته يقدر تاريخه بنحو (4000 -3500 قم) وقد عرف بفخار العبيد، صنعت أكثر آنيته بواسطة دولاب الفخار وصبغت أغلبها بخطوط عريضة سود تمثل أشكالا هندسية ونباتية وحيوانية.

## عصر العبيد
حقبة حضارية طويلة الأمد تنتمي إلى العصر الحجري النحاسي وقد وجدت مخلفاتها على طول نهري الفرات ودجلة في مواقع مختلفة، ويمكن تقسيم حضارة هذا العصر إلى قسمين :
- جنوبي : وهو الأقدم وقد وجدت فخارياته بكثرة في كل من إريدو وحاج محمد بالقرب من الوركاء ورأس العمياء بالقرب من كيش وفي أماكن أخرى.
- الشمالي: وجدت نماذج منها بكثرة في الشمال، مثل موقع تل الثلاثات بالقرب من سنجار حيث نقبت بعثة يابانية أربعة مواسم بين سنة (1956- 1966) وفي تبه كورا حيث نقبت بعثة بنسلفانية الأمريكية، وفي الجنوب في مواقع تل العبيد نفسه وأور وأريدو والوركاء ومواقع أخرى.

استعملت المعادن في هذا العصر، وكان النحاس يطرق باردا في بادئ الأمر إلا انه سخن بعدئذ واستعملت طريقة الصب (السباكة) أيضا وصنعت منه صنارات لصيد الأسماك ودبابيس وسكاكين وأسلحة. وشيدت في هذا العصر المعابد، واشتهرت منها معابد اريدو والمشيدة على نظام هندسي راق، ومن آثار المواقع التي تعود إلى هذا العصر أدوات مختلفة من الفخار بينها مناجل وفؤوس وثقالات للشباك ودمى من الطين المشوي بعضها مصبوغ بخطوط سود تمثل الآلهة منها دمية تحمل طفلا.